# التصنيفات الدولية للجزائر
تتضمن هذه الصفحة التصنيفات الدولية للجزائر

## التصنيفات الدولية
| المنظمة                          | الاستطلاع\المؤشر            | التصنيف    |
| -------------------------------- | --------------------------- | ---------- |
| معهد الاقتصاد والسلام            | مؤشر السلام العالمي         | 109 من 163 |
| برنامج الأمم المتحدة الإنمائي    | مؤشر التنمية البشرية        | 83 من 182  |
| منظمة الشفافية الدولية           | مؤشر مدركات الفساد          | 108 من 180 |
| المنتدى الاقتصادي العالمي        | تقرير التنافسية العالمية    | 83 من 133  |
| المنظمة العالمية للملكية الفكرية | مؤشر الابتكار العالمي، 2024 | 115 من 133 |